# Rasta Business
Rasta Business – dziewiętnasty album studyjny Burning Speara, jamajskiego wykonawcy muzyki reggae.
Płyta została wydana 20 czerwca 1995 roku przez amerykańską wytwórnię Heartbeat Records; w Europie ukazała się nakładem francuskiego labelu Déclic Communication. Nagrania zarejestrowane zostały w studiu Grove Recording w Ocho Rios. Ich produkcją zajął się sam wokalista we współpracy z Nelsonem Millerem. Spearowi akompaniowali muzycy sesyjni z założonej przez niego grupy The Burning Band.
W roku 1996 krążek został nominowany do nagrody Grammy w kategorii najlepszy album reggae. Była to szósta nominacja do tej statuetki w karierze muzyka.
W roku 2004 nakładem Burning Music, własnej wytwórni Speara, ukazała się reedycja albumu.

## Lista utworów
1. "Africa"
2. "This Man"
3. "Not Stupid"
4. "Creation"
5. "Every Other Nation"
6. "Burning Reggae"
7. "Rasta Business"
8. "Old Timer"
9. "Subject In School"
10. "Hello Rastaman"
11. "Legal Hustlers"

## Muzycy
- Rupert Bent - gitara
- Lenford Richards - gitara
- Linvall Jarrett - gitara rytmiczna
- Basil Cunningham - gitara basowa
- Paul Beckford - gitara basowa
- Alvin Haughton - perkusja
- Nelson Miller - perkusja
- Winston Rodney - perkusja
- Uziah "Sticky" Thompson - perkusja
- Robert Lynn - fortepian, syntezator
- Jay Noel - syntezator
- Dean Fraser - saksofon
- Mark Wilson - saksofon
- Axel Niehaus - saksofon
- Junior "Chico" Chin - trąbka
- James Smith - trąbka
- Charles Dickey - puzon
- Ronald "Nambo" Robinson - puzon
- Carol "Passion" Nelson - chórki
- Archibald "Tedo" Davis - chórki
- Sharon Gordon - chórki